# اشتوکا رالی
اشتوکا رالی (به انگلیسی: SOCATA_Rallye_family) یک هواگرد از نوع تفریحی/آموزشی ساخت شرکت SOCATA است. هواگرد اشتوکا رالی نخستین پروازش را در ۱۰ ژوئن ۱۹۵۹ میلادی انجام داد. این هواگرد در سال ۱۹۶۱ میلادی رسماً معرفی گردید و در سال‌های ۱۹۶۱–۱۹۸۲ تولید شده‌است. در مجموع، تعداد ~۳٬۳۰۰ فروند از این هواگرد ساخته شده‌است.